# Blow Up Your Video
Albums de AC/DC
Who Made Who
(1986) The Razors Edge
(1990)
Singles
1. Heatseeker
Sortie : 14 février 1988
2. That's the Way I Wanna Rock 'n' Roll
Sortie : 26 mars 1988

Blow Up Your Video est le 10e album studio du groupe de hard rock australien AC/DC.Il est sorti le 18 janvier 1988 sur le label Atlantic Records (Albert Productions en Australie) et a été produit par Harry Vanda et George Young. Il a été remastérisé en 2003.

## Historique
Après l'écriture faite à Londres dans les studios Nomi's en juillet 1987, le groupe entra dans les Studio Miraval à Le Val dans le sud de la France en août à septembre pour procéder à l'enregistrement. Cet album, produit par Harry Vanda et George Young, est d'un nouveau style, plus vieux rock 'n' roll que le rock trouvé sur les deux albums précédents.
C'est le dernier album avec le batteur Simon Wright, qui quitta le groupe après la tournée pour rejoindre Dio. C'est aussi le dernier album où les paroles sont écrites par Brian Johnson.

Malcolm, fatigué par son addiction à l'alcool, décida de se faire remplacer par son neveu, Stevie Young, sur la tournée américaine.
Les deux classiques de l'album sont Heatseeker et That's the Way I Wanna Rock 'n' Roll.
Ces deux chansons sont sorties en single et ont chacune un clip. Ces clips sont tous les deux présents sur la VHS Clipped et sur le DVD Family Jewels.
Seize chansons ont été enregistrées pour l'album mais seules dix ont été gardées. Trois des chansons n'ayant pas été gardées pour l'album, Snake Eyes, Borrowed Time et Down on the Bordeline, sont sorties en tant que face B de singles puis en 2009 sur le coffret Backtracks.
Les trois autres chansons sont Let It Loose, Alright Tonight et Hard On. Ces trois chansons n'ont jamais été réalisées officiellement mais les démos des deux premières ont été volées et se sont retrouvées sur des bootlegs.
Il se classa à la 2e place des charts britanniques et australiens et à la 12e place du Billboard 200 aux États-Unis.

## Liste des titres
Toutes les chansons ont été écrites par Malcolm Young, Angus Young et Brian Johnson.
1. Heatseeker -3:50
2. That's the Way I Wanna Rock 'n' Roll - 3:43
3. Meanstreak _ 4:08
4. Go Zone - 4:26
5. Kissin' Dynamite - 3:58
6. Nick of Time - 4:16
7. Some Sin for Nuthin' - 4:11
8. Ruff Stuff - 4:34
9. Two's Up - 5:25
10. This Means War - 4:23

## Musiciens
- Brian Johnson : chant
- Angus Young : guitare solo
- Malcolm Young : guitare rythmique, chœurs
- Cliff Williams : basse, chœurs
- Simon Wright : batterie

## Charts et certifications

### Album
Charts
| Pays                                 | Durée du classement | Meilleur classement | Date            |
| ------------------------------------ | ------------------- | ------------------- | --------------- |
| Allemagne (GfK Entertainment)        | 19 semaines         | 4e                  | 29 février 1988 |
| Australie (AMR Albums Chart)         | 9 semaines          | 2e                  | 15 février 1988 |
| Autriche (Ö3 Austria Top 40)         | 4 semaines          | 15e                 | 1er avril 1988  |
| Canada (RPM)                         | 17 semaines         | 3e                  | 26 mars 1988    |
| États-Unis (Billboard 200)           | 24 semaines         | 12e                 | 26 mars 1988    |
| France (SNEP)                        | 2 semaines          | 21e                 | 19 octobre 2008 |
| Norvège (VG-lista)                   | 11 semaines         | 3e                  | 29 février 1988 |
| Nouvelle-Zélande (RMNZ Albums Top40) | 21 semaines         | 3e                  | 28 février 1988 |
| Pays-Bas (MegaCharts)                | 10 semaines         | 26e                 | 20 février 1988 |
| Royaume-Uni (UK Albums Chart)        | 14 semaines         | 2e                  | 7 février 1988  |
| Suède (Sverigetopplistan)            | 6 semaines          | 4e                  | 17 février 1988 |
| Suisse (Schweizer Hitparade)         | 16 semaines         | 4e                  | 6 mars 1988     |

Certifications
| Pays                    | Certification | Ventes      | Date            |
| ----------------------- | ------------- | ----------- | --------------- |
| Allemagne (BVMI)        | Or            | 250 000 +   | 1991            |
| Australie (ARIA)        | 3 × Platine   | 210 000 +   | 30 janvier 2013 |
| États-Unis (RIAA)       | Platine       | 1 000 000 + | 29 avril 1988   |
| Finlande (IFPI Finland) | Or            | 37 844 +    | 1988            |
| Nouvelle-Zélande (RMNZ) | Or            | 7 500 +     | 27 mars 1988    |
| Royaume-Uni (BPI)       | Or            | 100 000 +   | 12 février 1988 |
| Suisse (IFPI Suisse)    | Platine       | 50 000 +    | 1993            |

### Singles
| Single                             | Chart                    | durée du classement | Position | Date             |
| ---------------------------------- | ------------------------ | ------------------- | -------- | ---------------- |
| Heatseeker                         | (Mainstream Rock Tracks) | 12 semaines         | 20e      | 12 mars 1988     |
| Heatseeker                         | (Single Top 100)         | 12 semaines         | 26e      | 15 février 1988  |
| Heatseeker                         | (ARIA Charts)            | 5 semaines          | 5e       | 22 février 1988  |
| Heatseeker                         | (RPM Top Singles)        | 5 semaines          | 75e      | 16 avril 1988    |
| Heatseeker                         | (IRMA)                   | 4 semaines          | 7e       | 21 janvier 2024  |
| Heatseeker                         | (VG-lista)               | 8 semaines          | 2e       | 1er février 1988 |
| Heatseeker                         | (RMNZ Singles Top40)     | 7 semaines          | 29e      | 1er mai 1988     |
| Heatseeker                         | (Single Top 100)         | 5 semaines          | 82e      | 20 février 1988  |
| Heatseeker                         | (UK Singles Chart)       | 6 semaines          | 12e      | 17 janvier 1988  |
| Heatseeker                         | (Sverigetopplistan)      | 3 semaines          | 7e       | 17 février 1988  |
| Heatseeker                         | (Schweizer Hitparade)    | 11 semaines         | 15e      | 6 mars 1988      |
| Heatseeker                         | (Single Top 100)         | 1 semaine           | 68e      | 30 décembre 2013 |
| That's the Way I Wanna Rock'n'Roll | (Mainstream Rock Tracks) | 7 semaines          | 28e      | 21 mai 1988      |
| That's the Way I Wanna Rock'n'Roll | (IRMA)                   | 2 semaines          | 7e       | 7 avril 2024     |
| That's the Way I Wanna Rock'n'Roll | (RMNZ Singles Top40)     | 1 semaine           | 35e      | 15 mai 1988      |
| That's the Way I Wanna Rock'n'Roll | (UK Singles Chart)       | 5 semaines          | 22e      | 3 avril 1988     |